# ハミズゴケ
ハミズゴケ(Pogonatum spinulosum Mitt.)は、スギゴケ目スギゴケ科ニワスギゴケ属のコケ植物である。しかし他の近縁種とは異なり、本体はごく小さく葉が発達しないため、見かけ上はさく（胞子嚢）ばかりに見える。

## 特徴
ハミズゴケは、配偶体の本体が非常に退化しているため、基本的にはスギゴケ類と同じく直立する茎に葉が並ぶのであるが、茎がせいぜい2mm程度しかなく、葉も鱗片状の細長いものが茎に密着しているため、目立たない姿となっている。雌雄異株。
さく柄は長さ2-4.5cm程度、ほぼ真っすぐに立ちあがり、白っぽい褐色。先端に一つのさくをつける。さくの先端はとがり、それに密生した毛で出来た被り物がある点は一般のスギゴケと変わらない。
名前は葉見ず苔で、葉が見えないことから。かつてはハミズニワスギゴケと呼んだ。

## 生活
この種はスギゴケ類でありながら杉の葉状の茎や葉は見当たらず、生えている姿は全くさく（胞子嚢）だけが生えている印象を受ける。これは先述のように、配偶体の本体が非常に退化的なためであるが、それでは栄養はどうしているかというと、配偶体本体ではなく、原糸体がこれを担っている。他のコケ類では胞子から発芽して生じた原糸体は本体の成長と共に消えるが、この種の場合、長く残り、しかも地表一面に広がり、光合成を行うようになっている。このコケの生えている地表は一面に緑になっているが、それが原糸体の広がっている部分である。配偶体本体はその表面にまばらに並んでいるが、小さいためになかなか目につかず、さくが出来た時に急に目立つようになる。

## 生育環境等
山間部の地表にはえる。裸地の、粘土質の地面に出るもので、林道や山道のわきなどでよく見られる。
日本では北海道から九州まで、国外では朝鮮や中国、フィリピンなどで知られる。

## 類似種
同属の種はほとんどが立派な茎や葉を持つので、近縁種に見た目が類似する種は少ない。同じような姿の種としては、ヒメハミズゴケ (P. camusii (Ther.)) が琉球列島などから知られる。形は似ているがはるかに小さく、2cm以下である。
他に、キセルゴケ属 (Buxbaumia) のものがやはり配偶体が退化的で、さくだけの姿で見られる。